# Ъгломер (съзвездие)
Ъгломер (на латински: Norma) е едно от най-малките съзвездия видими от южното полукълбо.
Съзвездието е открито и наречено Norma (инструмента прав ъгъл, ъгломер) от Никола Луи де Лакайл по време на престоя му на нос Добра надежда в периода 1751—1752 г. Друго название, под което е било известно в миналото е Quadrans Euclidis (Квадрат на Евклид). По-старото име на съзвездието на български е Прав ъгъл.
Тъй като не е било достъпно за наблюдение от древните гърци, с това съзвездие не е свързан сюжет от митологията.
С просто око могат да се наблюдават около 20 звезди от съзвездието с видима звездна величина под 6m. Няма звезди с видима звездна величина под 3m.
Промените в границите на съзвездията, настъпили след времето на Лакайл, резултирали в премахването на ред ярки звезди от съзвездието Ъгломер. В частност, звездите, които Лакайл обозначил като α и β на съзвездието, впоследствие „преминали“ към съзвездието Скорпион, съответно като N Scorpii и H Scorpii.